# Diritto dell'artista interprete

## Contenuto del diritto
Viene riconosciuto agli artisti interpreti ed esecutori (di opere musicali, letterarie o teatrali) un diritto composto da due ordini di facoltà (art. 80):  
- nel primo caso si vuole impedire che le interpretazioni o esecuzioni svolte dal vivo vengano fissate su fonogrammi o videogrammi o vengano diffuse a distanza senza il loro consenso.
- nel secondo caso, invece, viene attribuita loro la facoltà di autorizzare lo sfruttamento economico delle prestazioni fissate su un supporto e di richiedere un adeguato compenso per alcune utilizzazioni secondarie.

## Ragioni della protezione
Inizialmente il diritto dell'artista interprete veniva protetto per mezzo dei rapporti contrattuali con l'impresario, ovvero colui che organizza il concerto o lo spettacolo. La prestazione, infatti, si svolgeva in luoghi quali il teatro e la sala da concerto e si rivolgeva direttamente al pubblico. Per la sua interpretazione, l'artista riceveva un adeguato compenso, stabilito precedentemente.
Un'ulteriore protezione si è resa necessaria nel momento in cui il progresso tecnologico ha consentito la fissazione di suoni e immagini su supporti suscettibili di riproduzione in serie.  In un primo tempo la tutela degli artisti era subordinata a quella dei produttori fonografici, mentre di recente è stata conferita loro la facoltà di vietare la fissazione su supporto e la comunicazione al pubblico delle loro prestazioni senza il loro consenso. 

## Fattispecie costitutiva
L'artista interprete acquista il diritto nel momento della prima interpretazione o esecuzione dell'opera, senza alcuna formalità. La protezione ha la durata di 50 anni a partire da tale avvenimento o dalla pubblicazione o comunicazione al pubblico del supporto su cui è fissata (art. 85).

## Soggetti beneficiari della protezione
Rientrano nella definizione di artisti interpreti o esecutori "gli attori, i cantanti, i musicisti, i ballerini, e le altre persone che rappresentano, cantano, recitano, declamano o eseguono in qualunque modo opere dell'ingegno" (art 80.1). Tuttavia la protezione viene conferita limitatamente a coloro che ricoprono un ruolo di notevole importanza artistica all'interno dell'opera (art. 82.1).
Vengono tutelati inoltre i direttori dell'orchestra e del coro (art. 82.2) e i complessi orchestrali o corali. Questi ultimi devono avere però un valore artistico indipendente e non essere solo di accompagnamento (art. 82.3). 

## Tipologie di sfruttamento economico dell'opera
- Utilizzazioni principali: riproduzione, distribuzione, noleggio, comunicazione al pubblico interattiva
- Utilizzazioni secondarie: comunicazione al pubblico mediante l'utilizzo del fonogramma o videogramma

## I diritti patrimoniali
Secondo l'art 80.2 gli artisti interpreti hanno il diritto esclusivo di autorizzare:
- la fissazione delle loro prestazioni artistiche
- la riproduzione della fissazione delle loro prestazioni artistiche
- la comunicazione al pubblico (interattiva e non)
- la messa a disposizione del pubblico
- la distribuzione delle fissazioni delle loro prestazioni artistiche
- il noleggio o il prestito delle fissazioni delle loro prestazioni artistiche

Si presume che gli interpreti o esecutori cedano i diritti di utilizzazione nel momento in cui stipulano un contratto per la produzione di un'opera cinematografica o audiovisiva in generale (art. 84.1).
Agli artisti spetta inoltre un equo compenso per la diffusione televisiva via etere, via cavo e via satellite della prestazione e per ogni utilizzazione diversa da quelle previste nell'articolo 80.2. Questo diritto non è rinunciabile (art. 84.2-84.3).
Per quanto riguarda le utilizzazioni secondarie, l'esercizio del diritto all'equo compenso è riservato al produttore fonografico, il quale deve, tuttavia, ripartire i guadagni tra gli artisti interpreti o esecutori (art. 73;73-bis).

## I diritti morali
Gli artisti interpreti vengono tutelati anche per quanto riguarda gli interessi morali. In particolar modo l'art. 83, che ricalca il diritto alla paternità dell'opera (art. 20), riconosce loro la facoltà di pretendere che il loro nome sia indicato nella comunicazione al pubblico della loro prestazione artistica e sia apposto su supporti, quali videogrammi e fonogrammi, contenenti la fissazione della loro prestazione.
L'art. 81 invece, rifacendosi al diritto all'integrità dell'opera, conferisce agli artisti la facoltà di opporsi alla comunicazione al pubblico o alla riproduzione della loro prestazione nel caso in cui ciò possa avvenire a danno del loro onore e della loro reputazione.